# والسبورگ
والسبورگ (به آلمانی: Wahlsburg) یک شهر در آلمان است که در کسل واقع شده‌است. والسبورگ ۲٬۱۰۴ نفر جمعیت دارد.